# Mustang (distrito)
Pronunciação
Mustang é um distrito da zona de Dhaulagiri, no Nepal. Sua capital é Jomsom, tem 3 573 km², e em 2011 tinha 13 452 habitantes.
Em 7 de outubro de 2008, o Reino de Mustang (ou Reino de Lo ou Alto Mustang) passou para sob a soberania direta nepalesa, passando a constituir dois terços do distrito. A dinastia reinante até essa data remonta a 1350. O distrito se encontra além do Himalaia, no planalto do Tibete, e em seu território localiza-se Lo Manthang (ou Lho Mang Thang), antiga capital do reino. O distrito é célebre pelo santuário de Muktinath, um importante local de peregrinação do hinduísmo e budismo, suas maçãs e pelo bebida destilada típica da região, o chamado "café de  Mustang" (ou conhaque de Marpha), produzido sobretudo em Marpha.[carece de fontes?]